# 어마 토머스
어마 토머스(Irma Thomas, 1941년 2월 18일 ~ )는 미국의 가수, 작곡가로, 주 장르는 R&B, 소울, 블루스이다. "뉴올리언스의 소울퀸"으로도 알려져 있다.
아레사 프랭클린과 에타 제임스와 비슷한 시기에 활동하였으나 그들만큼 상업적으로는 성공하지 못 하였다. 정규 18집 앨범 After the Rain 을 통해 그래미상 베스트 컨템포러리 앨범상을 수상했으며, 이는 그녀의 50여년 간의 활동 간 처음으로 받은 그래미상이었다.